# Ædelgran-slægten
Ædelgran-slægten (Abies) er en slægt, rummer ca. 50 arter, som er udbredt på den nordlige halvkugle. Det er store, stedsegrønne nåletræer, som er kendetegnet ved de oprette kogler, der falder fra hinanden ved modenhed. Desuden har Ædelgran i modsætning til den nærtstående slægt, Gran-slægten, ikke-stikkende nåle. Det normale kromosomtal er 2 n = 24.
Her beskrives de arter, som dyrkes i Danmark.
| Beskrevne arter |

- Almindelig Ædelgran (Abies alba)
- Langnålet Ædelgran (Abies concolor)
- Kæmpe-Gran (Abies grandis)
- Koreansk Ædelgran (Abies koreana)
- Klippe-Ædelgran (Abies lasiocarpa)
- Nordmannsgran (Abies nordmanniana)
- Spansk Ædelgran (Abies pinsapo)
- Sølv-Gran (Abies procera) synonym: Abies nobilis

| Øvrige arter |

- Purpur-Ædelgran, Abies amabilis (Vestlige Nordamerika fra Alaska til Nordcalifornien) )
- Balsam-Ædelgran, Abies balsamea (Østlige Nordamerika fra Newfoundland til West Virginia)
- Abies bifolia (Rocky Mountains fra det nordvestlige Canada til Nevada)
- Abies bracteata (Santa Luca Mountains, Californien)
- Abies cephalonica (det centrale fastland i Grækenland)
- Abies chensiensis (Sydvestlige Kina)
- Abies cilicica (Taurus, Antitaurus og Libanons bjerge)
- Abies delavayi (Sydvestlige Kina)
- Abies densa (Vestkina over Bhutan til Nepal)
- Abies fabri (Kina: Sichuan)
- Abies fargesii (Centrale og vestlige Kina)
- Japansk Ædelgran, Abies firma (Japan mellem 30° og 39° nordlig bredde)
- Abies forrestii (Kina: Sichuan til Yunnan)
- Abies fraseri (Appalacherne fra North Carolina til West Virginia)
- Guatemala-Ædelgran, Abies guatemalensis (Mexicos og Guatemalas bjerge)
- Abies holophylla (Manchuriet og det nordøstlige Kina)
- Skrue-Ædelgran, Abies homolepis (Japan: et lille areal på Hondo)
- Abies kawakamii (Bjerge på den nordlige del af Taiwan)
- Californisk Ædelgran, Abies lowiana (Synonym: Abies concolor var. lowiana; Californien, på Sierra Nevada)
- Rød Ædelgran, Abies magnifica (Sydlige Oregon til nordlige Californien)
- Abies mariesii (Skovgrænsen på Hondos bjerge)
- Abies nebrodensis (Nordlige Sicilien)
- Abies nephrolepis (Østsibirien, Mandsjuriet og Korea)
- Abies numidica (Algeriet, Atlasbjergene)
- Abies pardei (Muligvis vildtvoksende i Calabrien, eller kun kendt fra dyrkning)
- Abies pindrow (Nordlige Afghanisten over Tibet til Bhutan)
- Abies recurvata (Kina, vestlige Sichuan)
- Abies religiosa (Mexico og Guatemala)
- Abies sachalinensis (Sakhalin og Kurilerne)
- Sibirisk Ædelgran, Abies sibirica (Sydøstlige Sibirien og nordlige Kina
- Abies spectabilis (synonym: Abies webbiana; nordlige Afghanistan over Kashmir og Nepal til Bhutan)
- Abies squamata (Sydvestlige Kina)
- Vidunder-Ædelgran el. Veitch's Ædelgran, Abies veitchii (Skovgrænsen på Hondos bjerge)
- Abies vejarii (Mexocos bjerge)

## Ædelgran i Danmark
Ingen arter af ædelgran er hjemmehørende i Danmark - den nærmeste naturligt forekommende art er Almindelig ædelgran der findes i Sydtyskland og alle landene omkring Alperne. Men 3-4 arter ses i skovbruget, og yderligere en del arter ses som havetræer. Almindelig ædelgran optræder dog hist og her forvildet og naturaliseret, da den fint kan formere sig naturligt i Danmark.
- Almindelig Ædelgran (Abies alba) er almindelig i skovbruget, hvor den dyrkes for tømmer i store dimensioner. Da træet bliver meget stort ses det kun sjældent i haver og parker.
- Nordmannsgran (Abies nordmanniana) ses også i skovbruget, dog udelukkende som juletræ eller for pyntegrønt. Ses også jævnligt i haver og parker.
- Kæmpe-Gran (Abies grandis) blev tidligere prøvet i skovbruget, da træet vokser meget hurtigt og giver tømmer i de største dimensioner. Det er dog siden stort set gået ud af produktionen, og ses heller ikke som have- eller parktræ.
- Sølv-Gran (Abies procera) ses i skovbruget, hvor det dyrkes for pyntegrønt, og hist og her som have eller parktræ.
- Koreansk Ædelgran (Abies koreana) er almindeligt som have- og parktræ, da det holder formen smukt, og ikke bliver for stort.

Desuden ses andre arter af ædelgran af og til som have- og parktræer. Både for disse andre arter, og for Almindelig Ædelgran og Sølv-Gran findes et større antal forskellige sorter, der udelukkende ses som havetræer. Flere af disse er dværgsorter og føres almindeligt på danske planteskoler.